# Lora Iakovleva
Lora Grigorievna Iakovleva ou Yakovleva est une joueuse d'échecs par correspondance soviétique puis russe née le 21 avril 1932 à Perm. Ingénieure-physicienne de profession, elle remporta le deuxième championnat du monde féminin d'échecs par correspondance (1972-1977). Elle reçut le titre de grand maître international féminin par correspondance en 1997.

## Championnats du monde par correspondance
Lara Iakovleva finit :

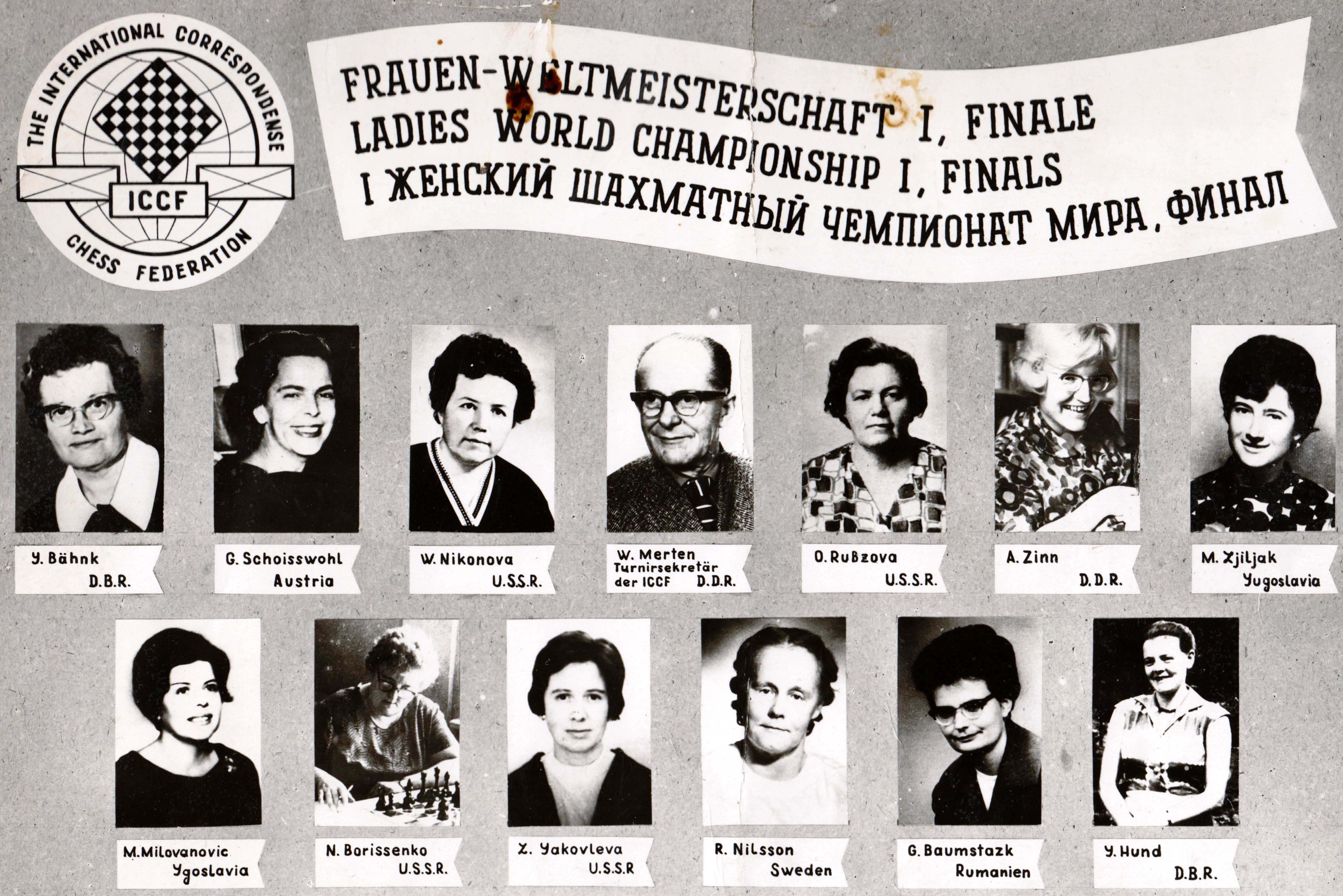
Participantes au premier championnat du monde féminin par correspondance.

- troisième du 1er championnat du monde par correspondance (1968-1972) avec 7,5 points sur 11[2] ;
- vainqueur du 2e championnat du monde par correspondance (1972-1977) avec 9,5 points sur 11[3] ;
- troisième du 3e championnat du monde par correspondance (1978-1984) avec 8,5 points sur 12[4] ;
- quatrième du 4e championnat du monde par correspondance (1984-1992) avec 9 points sur 13[5],[6]